# Masters de snooker 2014
Les Masters de snooker 2014 ont lieu du 12 au 19 janvier 2014 à l'Alexandra Palace de Londres, en Angleterre.
Comme le veut la tradition, ce tournoi sur invitation réunit les seize meilleurs joueurs du classement mondial. Seul Ronnie O'Sullivan, no 24, échappe à cette règle en vertu de son titre de champion du monde. Sa sélection s'effectue au détriment de Graeme Dott, no 16.

Il remporte le tournoi en battant en finale Mark Selby sur le score de 10 frames à 4.

## Dotation
Le prize money total s'élève à 600 000 livres sterling, en augmentation de 100 000 £ par rapport à l'édition 2013.
Vainqueur : 200 000 £ 

Finaliste : 90 000 £ 

Demi-finalistes : 50 000 £ 

Quart de finalistes : 25 000 £ 

8e de finalistes : 12 500 £ 

Meilleur break : 10 000 £

## Déroulement du tournoi

### Premier tour
Le match d'ouverture du dimanche 12 janvier met à l'affiche le tenant du titre, Mark Selby à son compatriote Mark Davis. Selby prend les devants pour mener 4-0 à la pause. Selby se retrouve à une frame de la victoire, menant 5-2, avant que Davis en réalisant un break de 136 recolle à 5-5. La manche décisive, tendue, dure 55 minutes. Selby l'emporte, sa neuvième manche décisive gagnée sur neuf disputées aux masters. La session du soir met aux prises Stuart Bingham et le quadruple champion du monde Écossais John Higgins. Higgins, en délicatesse avec son jeu cette saison se montre pourtant très solide tandis que son adversaire semble dans un mauvais jour. De 1-1, Higgins remporte quatre frames pour étendre son avantage à 5-1 grâce à un century de 106. Bingham répond avec un 91 dans la septième manche. Malgré des difficultés à conclure, Higgins remporte la huitième manche et le match sur un score confortable (6-2).
Le 13 janvier voit s'affronter Judd Trump et Marco Fu, de retour aux masters après deux ans d'absence. Trump, en manque de bons résultats, part favori contre Fu pourtant vainqueur de l'Australian Goldfields Open 2013 et finaliste de l'International Championship 2013. Le match est serré, chaque joueur ne parvient pas à prendre plus d'une frame d'avance. Fu réalise un 138 dans la cinquième frame, meilleur breeak du tournoi jusqu'alors. Trump réplique avec deux centuries (120 et 101) mais ses maladresses dans la manche décisive laissent Fu en position idéale pour gagner le match. Le Hongkongais n'a besoin que d'une visite pour nettoyer la table et triompher (6-5). Dans la session du soir, Stephen Maguire dispose de Joe Perry, qui perd son sixième match en autant d'apparitions aux masters. Maguire débute fort, avec deux breaks de 112 et 80 dans les deux premières manches puis étend son avance à 5-1. La nervosité gagne le Glaswegien qui concède trois manches avant de conclure 6-4.
La première affiche du 14 janvier met aux prises Ding Junhui et Shaun Murphy. Ding a remporté trois tournois du classement mondial consécutifs cette saison, une première depuis Stephen Hendry en 1990, le Shanghai Masters 2013, l'Indian Open 2013 et l'International Championship 2013. C'est également lui qui prend le meilleur départ avec un break de 99 en première manche. Le Chinois mène finalement 4-2 puis Murphy remporte les quatre frames suivantes, âprement disputées pour rejoindre les quarts de finale. Dans la soirée, Ronnie O'Sullivan surclasse Robert Milkins qui fait sa première apparition aux masters. O'Sullivan restait sur un 6-0 contre Milkins au UK Championship 2013 et le match semblait prendre la même direction à 5-0 pour le quintuple champion du monde. Milkins parvient à sauver l'honneur en remportant la sixième manche, avant de voir O'Sullivan remporter la septième et dernière manche (6-1).
Le no 1 mondial Neil Robertson entre en lice le 15 janvier contre le Nord-Irlandais Mark Allen. Ce dernier démarre sur les chapeaux de roue avec un 114 dans la première frame. Allen prend 5 fois un avantage d'une manche mais Robertson parvient à égaliser à chaque fois et à forcer son adversaire à disputer une manche décisive. L'Australien ne montre pas son meilleur snooker, mais un break de 59 dans cette manche lui suffit à remporter le match et de continuer à espérer réaliser le doublé UK Championship-Masters. En clôture de ce premier tour, Ricky Walden remonte un déficit de 2-5 contre le finaliste du championnat du monde 2013, Barry Hawkins pour se qualifier pour le deuxième tour. Le moins bien classé des deux joueurs a montré une grande maîtrise tactique au cours de ces quatre dernières manches très tendues, forçant son adversaire à céder 48 points de pénalité dans la dixième manche.

### Quarts de finale
Le 16 janvier se tient la première rencontre des quarts de finale entre Marco Fu et Shaun Murphy. Le joueur de Hong Kong prend les commandes avec autorité pour construire une avance de 3-0, puis 4-1. Mais Murphy, comme lors de son premier tour, montre son talent dans les moments critiques. Des breaks de 81, 86 et 117 (son premier century du tournoi) lui permettent de réduire l'écart et d'égaliser. La neuvième frame est révélatrice du changement de dynamique. Fu, avec un pourcentage d'empochage longue distance de seulement 31 %, refuse de nombreux coups qui semblaient à sa portée. Murphy en profite pour empocher les dernières billes de couleur et remporter la manche. Implacable, le Magicien remporte la dixième et dernière manche grâce à un break de 64 alors que le hongkongais manque sa chance d'égaliser. Dans la session du soir, John Higgins remonte un handicap de 3-1 pour mener 5-3 contre Mark Selby. Mais cet avantage ne tient pas. Selby, tenace, parvient à retourner la situation et remporter une nouvelle manche décisive, et conserver son invincibilité dans cet exercice. Higgins, inhabituellement fébrile, a gaspillé de nombreuses chances de gagner le match en manquant ses coups de placement et à cause de plusieurs mauvais contacts entre la bille blanche et la bille objet notamment dans la dixième frame.
Le 17, Ronnie O'Sullivan ajoute un nouveau record à son nom en écrasant Ricky Walden 6-0, marquant 556 points sans réponse, 61 de plus que Ding Junhui, précédent détenteur du record avec 495 points en 2006. Walden, auteur de 39 points dans la première manche est contraint de passer le restant de la rencontre hors de la table. Ronnie O'Sullivan marque également le 724e century de sa carrière, un 134 dans la quatrième manche, ainsi que cinq autres breaks au-dessus de 50 dans les autres frames. Ce quart de finale à sens unique n'a duré que 57 minutes et 49 secondes et conforte O'Sullivan dans le rôle de favori du tournoi. Sur la route du favori du public se dresse à présent Stephen Maguire, l'Écossais no 5 mondial dispose en soirée du no 1, Neil Robertson sur un score confortable (6-2). Déjà peu à son avantage au premier tour, l'Australien concède les trois premières frames puis réduit la marque avant l'entracte et de nouveau au retour de la pause (3-2). Maguire livre une partie de qualité, quelques bons empochages longue distance lui permettent de maintenir la pression sur Robertson et sa précision lui permet de remporter les deux manches suivantes. À 5-2, Maguire ne montre aucun signe de faiblesse et contrôle la huitième manche pour s'imposer. 

### Demi-finales
Samedi 18 janvier, la première demi-finale oppose Mark Selby à Shaun Murphy. Ce dernier réalise un mauvais début de match tandis que son adversaire, miraculé des deux premiers tours, entre parfaitement dans la partie. Selby prend les deux premières manches avec deux breaks de 86 et 104, les deux suivantes sont quelque peu disputées mais Selby poursuit sur sa lancée et mène 4-0 à la pause, grâce à un sans-faute dans ses coups défensifs. Murphy réalise une prestation navrante, seulement 75 % d'empochage, 0 % d'empochage longue distance. Au retour, le niveau de jeu se détériore considérablement du côté du no 2 mondial mais Murphy n'en profite pas. Selby s'adjuge la cinquième manche à la cinquième tentative, tandis que Murphy, lui aussi auteur de cinq breaks, ne marque que 20 points. Le joueur de Harlow relève la tête dans la sixième manche qu'il remporte après quatre passages. Cela ne suffit pas à faire douter Selby, très à l'aise dans les manches hachées, il remporte la frame 7 et le match 6-1. Il s'offre sa cinquième finale aux masters en sept ans.
De son côté Ronnie O'Sullivan disputera sa dixième finale de masters grâce à une nouvelle victoire convaincante contre Stephen Maguire. C'est pourtant l'Écossais qui prend le meilleur départ avec un break de 98 dans la première manche, mais O'Sullivan ne tremble pas pour remporter les trois manches suivantes avec un meilleur break de 73 et construire une avance de deux manches à l'entracte. De la deuxième à la sixième manche, Maguire se montre incapable d'enchaîner plusieurs bons coups de suite. Son meilleur break sur cette période culmine à 28 points. C'est donc presque sans opposition qu'O'Sullivan augmente son avance à 5-1, un écart que l'Écossais ne semble pas en mesure de retourner à son avantage. Un break de 48 lui permet tout de même de faire meilleur figure et de doubler son score, avant de voir O'Sullivan réaliser un 129 dans la dernière manche pour remporter le match avec panache. L'Anglais s'avance en finale avec le statut de favori, une finale qui s'annonce comme une opposition de style entre le quintuple champion du monde et l'outsider Mark Selby.

### Finale
La finale se déroule le 19 janvier sur deux sessions, l'après-midi et le soir. C'est la dixième finale pour Ronnie O'Sullivan, un record absolu. C'est pourtant un des rares tournois où il a plus perdu de finales qu'il n'en a gagné avec quatre victoires et cinq défaites. Mark Selby de son côté a disputé quatre finales aux masters de snooker et en a gagné trois et il est le tenant du titre. Les deux joueurs se sont rencontrés à deux reprises en finale du masters : O'Sullivan a remporté la première, au masters 2009 par 10 à 8. Selby a pris sa revanche l'année suivante, au masters 2010 sur le score de 10 à 9. Au cours de ce tournoi, tous deux ont montré des performances très contrastées. tandis qu'O'Sullivan a survolé ses trois premières parties, ne concédant que trois manches sur 21 disputées ; Selby lui a survécu à de rudes combats lors des deux premiers tours avant de disposer d'un Shaun Murphy passé à côté de son match. Il a ce faisant démontré des qualités de combattant et de résistance imposantes. De plus, Selby reste sur une victoire contre son adversaire du jour, en finale de l'open d'Anvers, gagnée 4-3 en novembre 2013.
O'Sullivan prend le commandement d'emblée avec un break de 97 dès la première frame. Deux nouveaux breaks de 70 et 96 lui permettent de mener 3-0. Malgré une bonne chance de réduire l'écart dans la quatrième frame, Selby sous pression ne parvient pas à tuer la manche. Il laisse à son adversaire la chance de nettoyer la table et celui-ci la saisit pour mener 4-0. La démonstration se poursuit en deuxième partie de session quand le joueur de Chigwell aggrave le score (5-0) en dépit des tentatives de son adversaire de le mettre en difficulté en éclatant le paquet de billes rouges au bord des bandes de la table. Selby cependant ne perd rien de son esprit combattif et parvient à s'adjuger la sixième frame avec un break de 37, sa meilleure contribution de la première session. Mais O'Sullivan se montre à son avantage même dans les manches les plus serrées, il remporte la frame 7 sur la dernière bille noire et s'assure une avance conséquente en remportant également la huitième et dernière manche de la session pour mener 7-1. The Rocket, O'Sullivan, a nettement dominé les débats, marquant 612 points au total contre 216 à son adversaire.
L'intervalle de plusieurs heures jusqu'à la session du soir ne déstabilise pas le quintuple champion du monde qui, d'un nouveau break de 90, fait monter son avance à 8-1. Cela aurait pu grimper à 9-1 lors de la manche suivante mais O'Sullivan manque un empochage facile qui permet à Selby de reprendre quelque peu espoir. Cette frame est gagnée par le joueur de Leicester puis est suivie d'une autre remportée sur un break de 67. Selby toutefois ne parvient pas à établir une dynamique durable de ces deux frames. Il est le premier à marquer dans la douzième manche, pourtant il doit la concéder à son adversaire. À 9-3, l'affaire paraît entendue mais Selby n'est jamais battu avant que la dernière bille ne soit tombée : un nouveau break de 67 lui permet de gagner la treizième frame. O'Sullivan conclut dès la manche suivante sur un break de 72 tout en maîtrise et en fluidité. Il l'emporte (10-4) et prend sa revanche pour la finale perdue de 2010. C'est son quatorzième tournoi de la triple couronne (masters de snooker, UK Championship et championnat du monde), à quatre unités de Stephen Hendry (18 titres).

## Tableau
|  | Huitièmes de finale Au meilleur des 11 frames | Huitièmes de finale Au meilleur des 11 frames | Huitièmes de finale Au meilleur des 11 frames |    |                   | Quarts de finale Au meilleur des 11 frames | Quarts de finale Au meilleur des 11 frames | Quarts de finale Au meilleur des 11 frames |  |   | Demi-finales Au meilleur des 11 frames | Demi-finales Au meilleur des 11 frames | Demi-finales Au meilleur des 11 frames |  |   | Finale Au meilleur des 19 frames | Finale Au meilleur des 19 frames | Finale Au meilleur des 19 frames |
|  |                                               |                                               |                                               |    |                   |                                            |                                            |                                            |  |   |                                        |                                        |                                        |  |   |                                  |                                  |                                  |
|  | 1                                             | Mark Selby                                    | 6                                             |    |                   |                                            |                                            |                                            |  |   |                                        |                                        |                                        |  |   |                                  |                                  |                                  |
|  | 15                                            | Mark Davis                                    | 5                                             |    |                   |                                            |                                            |                                            |  |   |                                        |                                        |                                        |  |   |                                  |                                  |                                  |
|  | 15                                            | Mark Davis                                    | 5                                             |    | 1                 | Mark Selby                                 | 6                                          |                                            |  |   |                                        |                                        |                                        |  |   |                                  |                                  |                                  |
|  |                                               |                                               |                                               |    | 1                 | Mark Selby                                 | 6                                          |                                            |  |   |                                        |                                        |                                        |  |   |                                  |                                  |                                  |
|  |                                               | 13                                            | John Higgins                                  | 5  |                   |                                            |                                            |                                            |  |   |                                        |                                        |                                        |  |   |                                  |                                  |                                  |
|  | 8                                             | 13                                            | John Higgins                                  | 5  | Stuart Bingham    | 2                                          |                                            |                                            |  |   |                                        |                                        |                                        |  |   |                                  |                                  |                                  |
|  | 8                                             |                                               |                                               |    | Stuart Bingham    | 2                                          |                                            |                                            |  |   |                                        |                                        |                                        |  |   |                                  |                                  |                                  |
|  | 13                                            | John Higgins                                  | 6                                             |    |                   |                                            |                                            |                                            |  |   |                                        |                                        |                                        |  |   |                                  |                                  |                                  |
|  | 13                                            | John Higgins                                  | 6                                             |    |                   |                                            |                                            |                                            |  | 1 | Mark Selby                             | 6                                      |                                        |  |   |                                  |                                  |                                  |
|  |                                               |                                               |                                               |    |                   |                                            |                                            |                                            |  | 1 | Mark Selby                             | 6                                      |                                        |  |   |                                  |                                  |                                  |
|  |                                               | 9                                             | Shaun Murphy                                  | 1  |                   |                                            |                                            |                                            |  |   |                                        |                                        |                                        |  |   |                                  |                                  |                                  |
|  | 5                                             | 9                                             | Shaun Murphy                                  | 1  | Judd Trump        | 5                                          |                                            |                                            |  |   |                                        |                                        |                                        |  |   |                                  |                                  |                                  |
|  | 5                                             |                                               |                                               |    | Judd Trump        | 5                                          |                                            |                                            |  |   |                                        |                                        |                                        |  |   |                                  |                                  |                                  |
|  | 10                                            | Marco Fu                                      | 6                                             |    |                   |                                            |                                            |                                            |  |   |                                        |                                        |                                        |  |   |                                  |                                  |                                  |
|  | 10                                            | Marco Fu                                      | 6                                             |    | 10                | Marco Fu                                   | 4                                          |                                            |  |   |                                        |                                        |                                        |  |   |                                  |                                  |                                  |
|  |                                               |                                               |                                               |    | 10                | Marco Fu                                   | 4                                          |                                            |  |   |                                        |                                        |                                        |  |   |                                  |                                  |                                  |
|  |                                               | 9                                             | Shaun Murphy                                  | 6  |                   |                                            |                                            |                                            |  |   |                                        |                                        |                                        |  |   |                                  |                                  |                                  |
|  | 4                                             | 9                                             | Shaun Murphy                                  | 6  | Ding Junhui       | 4                                          |                                            |                                            |  |   |                                        |                                        |                                        |  |   |                                  |                                  |                                  |
|  | 4                                             |                                               |                                               |    | Ding Junhui       | 4                                          |                                            |                                            |  |   |                                        |                                        |                                        |  |   |                                  |                                  |                                  |
|  | 9                                             | Shaun Murphy                                  | 6                                             |    |                   |                                            |                                            |                                            |  |   |                                        |                                        |                                        |  |   |                                  |                                  |                                  |
|  | 9                                             | Shaun Murphy                                  | 6                                             |    |                   |                                            |                                            |                                            |  |   |                                        |                                        |                                        |  | 1 | Mark Selby                       | 4                                |                                  |
|  |                                               |                                               |                                               |    |                   |                                            |                                            |                                            |  |   |                                        |                                        |                                        |  | 1 | Mark Selby                       | 4                                |                                  |
|  |                                               | 2                                             | Ronnie O'Sullivan                             | 10 |                   |                                            |                                            |                                            |  |   |                                        |                                        |                                        |  |   |                                  |                                  |                                  |
|  | 3                                             | 2                                             | Ronnie O'Sullivan                             | 10 | Neil Robertson    | 6                                          |                                            |                                            |  |   |                                        |                                        |                                        |  |   |                                  |                                  |                                  |
|  | 3                                             |                                               |                                               |    | Neil Robertson    | 6                                          |                                            |                                            |  |   |                                        |                                        |                                        |  |   |                                  |                                  |                                  |
|  | 11                                            | Mark Allen                                    | 5                                             |    |                   |                                            |                                            |                                            |  |   |                                        |                                        |                                        |  |   |                                  |                                  |                                  |
|  | 11                                            | Mark Allen                                    | 5                                             |    | 3                 | Neil Robertson                             | 2                                          |                                            |  |   |                                        |                                        |                                        |  |   |                                  |                                  |                                  |
|  |                                               |                                               |                                               |    | 3                 | Neil Robertson                             | 2                                          |                                            |  |   |                                        |                                        |                                        |  |   |                                  |                                  |                                  |
|  |                                               | 6                                             | Stephen Maguire                               | 6  |                   |                                            |                                            |                                            |  |   |                                        |                                        |                                        |  |   |                                  |                                  |                                  |
|  | 6                                             | 6                                             | Stephen Maguire                               | 6  | Stephen Maguire   | 6                                          |                                            |                                            |  |   |                                        |                                        |                                        |  |   |                                  |                                  |                                  |
|  | 6                                             |                                               |                                               |    | Stephen Maguire   | 6                                          |                                            |                                            |  |   |                                        |                                        |                                        |  |   |                                  |                                  |                                  |
|  | 16                                            | Joe Perry                                     | 4                                             |    |                   |                                            |                                            |                                            |  |   |                                        |                                        |                                        |  |   |                                  |                                  |                                  |
|  | 16                                            | Joe Perry                                     | 4                                             |    |                   |                                            |                                            |                                            |  | 6 | Stephen Maguire                        | 2                                      |                                        |  |   |                                  |                                  |                                  |
|  |                                               |                                               |                                               |    |                   |                                            |                                            |                                            |  | 6 | Stephen Maguire                        | 2                                      |                                        |  |   |                                  |                                  |                                  |
|  |                                               | 2                                             | Ronnie O'Sullivan                             | 6  |                   |                                            |                                            |                                            |  |   |                                        |                                        |                                        |  |   |                                  |                                  |                                  |
|  | 7                                             | 2                                             | Ronnie O'Sullivan                             | 6  | Barry Hawkins     | 5                                          |                                            |                                            |  |   |                                        |                                        |                                        |  |   |                                  |                                  |                                  |
|  | 7                                             |                                               |                                               |    | Barry Hawkins     | 5                                          |                                            |                                            |  |   |                                        |                                        |                                        |  |   |                                  |                                  |                                  |
|  | 12                                            | Ricky Walden                                  | 6                                             |    |                   |                                            |                                            |                                            |  |   |                                        |                                        |                                        |  |   |                                  |                                  |                                  |
|  | 12                                            | Ricky Walden                                  | 6                                             |    | 12                | Ricky Walden                               | 0                                          |                                            |  |   |                                        |                                        |                                        |  |   |                                  |                                  |                                  |
|  |                                               |                                               |                                               |    | 12                | Ricky Walden                               | 0                                          |                                            |  |   |                                        |                                        |                                        |  |   |                                  |                                  |                                  |
|  |                                               | 2                                             | Ronnie O'Sullivan                             | 6  |                   |                                            |                                            |                                            |  |   |                                        |                                        |                                        |  |   |                                  |                                  |                                  |
|  | 2                                             | 2                                             | Ronnie O'Sullivan                             | 6  | Ronnie O'Sullivan | 6                                          |                                            |                                            |  |   |                                        |                                        |                                        |  |   |                                  |                                  |                                  |
|  | 2                                             |                                               |                                               |    | Ronnie O'Sullivan | 6                                          |                                            |                                            |  |   |                                        |                                        |                                        |  |   |                                  |                                  |                                  |
|  | 14                                            | Robert Milkins                                | 1                                             |    |                   |                                            |                                            |                                            |  |   |                                        |                                        |                                        |  |   |                                  |                                  |                                  |

## Finale
| Finale au meilleur des 19 manches Arbitre : Paul Collier |                          |                              |
| Mark Selby Angleterre                                    | 4 - 10 (1 - 7)           | Ronnie O'Sullivan Angleterre |
| 0 67                                                     | Centuries Meilleur break | 0 97                         |
| Ronnie O'Sullivan remporte les Masters de snooker 2014.  |                          |                              |

## Centuries (16)
Liste des centuries réalisés au cours du tournoi.
| Marco Fu          | 138      |
| Mark Davis        | 136      |
| Ronnie O'Sullivan | 134, 129 |
| Barry Hawkins     | 132, 112 |
| Judd Trump        | 120, 101 |
| Shaun Murphy      | 117      |
| Mark Allen        | 114      |
| Stephen Maguire   | 112      |
| John Higgins      | 109      |
| Joe Perry         | 106      |
| Mark Selby        | 104      |
| Neil Robertson    | 101      |
| Ricky Walden      | 100      |